# هفت‌چشمه (کوزران)
هفت‌چشمه (کرمانشاه)، روستایی از توابع بخش کوزران شهرستان کرمانشاه در استان کرمانشاه ایران است.

## جمعیت
این روستا در دهستان سنجابی قرار دارد و براساس سرشماری مرکز آمار ایران در سال ۱۳۸۵، جمعیت آن ۳۴۱ نفر (۶۳خانوار) بوده‌است. مذهب مردم این روستا شیعه دوازده امامی میباشد و اهالی ان به زبان کردی جنوبی صحبت میکنند.